# An Academic Network at São Paulo
A rede ANSP (do inglês an Academic Network at São Paulo, uma rede acadêmica em São Paulo) é um projeto de apoio à pesquisa no Estado de São Paulo, criado em 1988 por Oscar Sala. A ANSP é responsável pelo acesso das instituições de educação e pesquisa paulistas à Internet. De acordo com seu objetivo principal, definido pelo Conselho Superior da FAPESP (Fundação de Amparo à Pesquisa do Estado de São Paulo), o projeto deve "prover à comunidade de pesquisa do Estado de São Paulo conectividade de redes de computadores no estado da arte".
Desde 2005, dois grupos de pesquisa conduzem o projeto ANSP: o NARA (Núcleo de Aplicações em Redes Avançadas), da Faculdade de Medicina da Universidade de São Paulo - FMUSP, e o CIARA (Center for Internet Augmented Research and Assessment), da Florida International University - FIU, sob coordenação geral do Prof. Dr. Luis Fernandez Lopez, da Faculdade de Medicina da USP.

## História

### Criação
Até 1991, o projeto forneceu acesso à comunidade paulista de pesquisa às redes Bitnet, DECnet e HEPNET (High Energy Physics Network), através do Fermilab (Fermi National Accelerator Laboratory). Então, ao começar a utilizar o protocolo TCP/IP, em janeiro de 1991, tornou-se o primeiro e único acesso do Brasil à Internet, tanto para tráfego acadêmico como comercial, assim permanecendo até 1994. Por essa razão, o projeto ANSP passou a administrar o registro de domínios e de endereços IP no Brasil, missão que manteve até que a FAPESP, a pedido do Comitê Gestor da Internet no Brasil (CGI.br), criou um projeto específico para esse fim. 

### Coordenação do projeto ANSP
O projeto ANSP, no seu início, foi desenvolvido pela equipe de informática da FAPESP, coordenada pelo Prof. Dr. Demi Getschko, então Gerente do Centro de Processamento de Dados. Em 1996, passou a ser tratado como um projeto especial, sob coordenação do Prof. Dr. Hartmut Richard Glaser, da Escola Politécnica da USP, e, a partir de 2002, como projeto regular, sob coordenação do Prof. Dr. Luis Fernandez Lopez.

### Financiamento
Até 2004, o projeto foi financiado exclusivamente pela FAPESP e, a partir de 2005, passou a ser financiado conjuntamente pela FAPESP e pela National Science Foundation (NSF) em uma proporção que tem variado de 90%/10% a 80%/20%, dependendo da taxa de câmbio média de cada ano.

Cooperação entre ANSP e outras redes acadêmicas, em 2012:
- RNP (Rede Nacional de Ensino e Pesquisa) - a rede nacional brasileira.
- RedCLARA (Cooperación Latino Americana de Redes Avanzadas) - a rede acadêmica latino-americana.
- Cenic (Corporation for Education Network Initiatives in California) - a rede do Estado da Califórnia, EUA, rede “irmã” da ANSP.
- Internet2  - a  rede acadêmica norte-americana mais conhecida no Brasil.
- NLR (National LambdaRail) - outra rede acadêmica norte-americana.
- AtlanticWave - ponto de troca de tráfego internacional distribuído da costa leste das Américas, com pontos de interconexão em São Paulo, Miami, Atlanta, Washington e Nova York.
- GLIF (Global Lambda Integrated Facility) - consórcio informal das principais redes acadêmicas e empresas que possuem redes de pesquisa, que visa fornecer aos cientistas de todo o mundo uma estrutura capaz de suportar pesquisas em escala global.

## Ações da ANSP

### Serviços
A ANSP presta os seguintes serviços à comunidade de educação e pesquisa do Estado de São Paulo:
- acesso à Internet (comercial e acadêmica);
- conectividade (física e lógica): Troca de Tráfego, Serviços de Camadas 0, 1 e 2;
- data center profissional;
- consultoria em projetos de rede e
- treinamento e aperfeiçoamento de pessoal.

### Ecossistema ANSP
[carece de fontes?]

### Reuniões semestrais da ANSP
O NARA, equipe de pesquisa responsável pela ANSP no Brasil, organiza dois eventos semestrais denominados Reuniões Semestrais da ANSP (RSA). Cada reunião semestral tem como objetivo discutir um tema inovador por meio de apresentações, cursos e workshops.

### Publicações da ANSP
O NARA tem dois tipos de publicação seriada, disponíveis no site da ANSP (https://web.archive.org/web/20130603222920/http://www.ansp.br/pt-br/publicacoes/):
- Boletim Informativo trimestral da ANSP (em Português)[2]
- Anuário ANSP / ANSP Yearbook [3]